# ロバート・キング・マートン

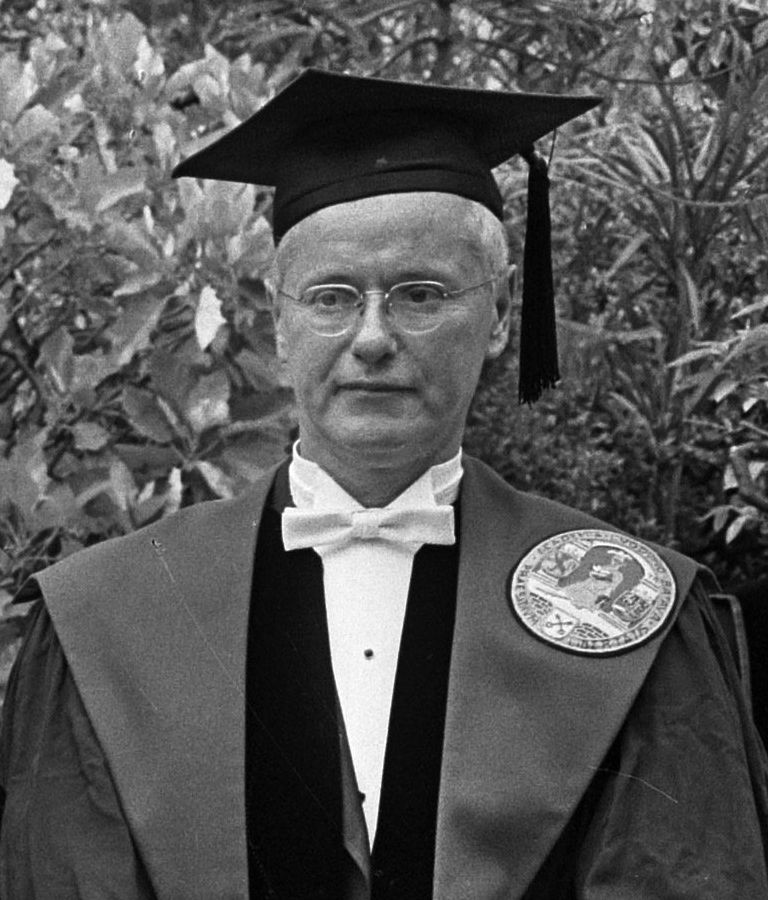
ライデン大学から名誉学位を授与（1965年）

ロバート・キング・マートン（Robert King Merton、1910年7月4日 - 2003年2月23日）は、アメリカの社会学者。

## 略歴
- フィラデルフィアのスラムの、ユダヤ系ロシア人の家庭に生まれる。南フィラデルフィア高校の生徒の時代、マートンはカーネギー図書館やカーティス音楽院やフィラデルフィア美術館等の文化施設に足繁く通っていた。姉の恋人の影響で手品師を当初目指し、手品の舞台でのステージネームがRobert Mertonであった[1]。テンプル大学で奨学金を貰う際にもこの名前を用い、それから終生この名前を名乗るようになった。生来の名前はMeyer Robert Schkolnickである。テンプル大学の指導教授ジョージ・E・シンプソンに連れられてアメリカ社会学会の年次総会に出席し、そこでハーバード大学教授のピティリム・ソローキンに出会う。テンプル大学卒業後、ハーバード大学大学院へ進み、ソローキン及びタルコット・パーソンズらに師事。
- 大学院修了後は、ハーバード大学講師、チューレーン大学助教授・教授を経て、1941年以降1973年の退官までコロンビア大学で教鞭をとる。さらに、ポール・ラザースフェルドとともにコロンビア大学応用社会調査研究所にて中心的役割を担う。
- 1956年アメリカ社会学会会長に就任。1994年には、アメリカ国家科学賞を授与されている。マートンが亡くなるとコロンビア大学は大学葬でもって彼の偉大な学術的教育的貢献を称えた[2]。

## 人物
- パーソンズと並ぶ機能主義の社会学者であり、その批判的継承者でもある。マートンの社会学上の業績は多岐にわたり、社会心理学や人類学等の研究成果を吸収しつつ、数多くの成果を世に残している。

- 門下として、シーモア・M・リプセット、アルヴィン・グールドナー、ピーター・ブラウらを輩出した。
- また、 1934年に結婚したSuzanne Carhartとの間にできた子供に、1997年ノーベル経済学賞を受賞したロバート・マートンがいる。息子のノーベル賞受賞後、老マートンはしばしば書簡に「経済学者の父」とサインしていた[3]。なおSuzanne Carhartとは1968に離婚し、前妻は1992年に亡くなった。前妻の亡くなった翌年の1993年に、マートンは科学社会学者でコロンビアの社会学部教授も歴任したHarriet Zuckermanと再婚し、彼女はマートンの亡くなるまで彼に連れ添った。

## 研究と思想

### 機能主義と中範囲の理論
- 彼をパーソンズと同じ構造機能主義に分類する学者もいるが、その見解は正しいとはいえない[4]。マートンの、パーソンズと並ぶもう一人のハーバードでの恩師ソローキンはパーソンズ批判でも知られているし、マートンの弟子の一人グールドナーもそうであったことからも、そのことはうかがえる。グールドナーの出世作とされる『産業における官僚制』（1954）は、コロンビアの学位論文を基にしているが、指導教授マートンの影響を強く受けている[5]。マートンの研究は、パーソンズの演繹的で幾何学的精神と好対照をなす、帰納的な精神をその特徴としている。パーソンズ研究で知られる高城和義東北大学元教授によると、「マートンは、師のパーソンズとは異なった志向をもち、マートンの弟子たちも激しいパーソンズ批判を重ねていったにもかかわらず、二人は生涯変わらず友好関係をつづけ、学問的協力関係を保っていった。このことは、充分に銘記されてよいと思われる」[6]とのことである。

- パーソンズは、社会的機能は社会構造の維持・安定に貢献するものでなくてはならないと考えたが、マートンは、社会的機能には既存の社会構造を揺るがす逆機能があることを指摘している。さらに、パーソンズがすべての社会に適用できる統一理論を目指したのに対して、社会調査による成果を元に、個別の事例と抽象的理論との間の橋渡しとしての「中範囲の理論」の必要性を唱えた。ただし、この「中範囲の理論」は、パーソンズの目指す一般理論を否定したものではなく、特殊理論を積み重ねていくことによって最終的には一般理論へ到達しようという、いわば過渡的な理論ということができる。ただし理論の説明自体は抽象的な段階に留まる。

### 機能分析
- マートンの機能分析では、その結果が望ましいものである順機能とそうでない逆機能、その結果が知られている顕在的機能とそうでない潜在的機能の区別が提唱された。たとえば、その結果が知られておらず望ましくない働きをあらわす場合、潜在的逆機能といわれる。

- 彼の機能分析のねらいは、「意図せざる結果」を明らかにするとともに、従来の機能主義理論のうちに認められた保守性とイデオロギー性とをともに克服することにある。

### 主な業績
- 中範囲の理論に代表される社会学方法論

マートンによる逸脱の類型

- 独自の視点に立った機能分析（顕在的機能と潜在的機能、正（順）機能と逆機能）
- アノミー論と逸脱行動論
- 官僚制論
- 準拠集団論
- 社会的影響と大衆説得
- 知識社会学研究
- マス・コミュニケーション研究
- 科学社会学
  - マートン・テーゼ
- 予期的社会化
- 自己成就的予言・自己破壊的予言

## 著作・論文

### 単著
- Mass Persuasion: the Social Psychology of a War Bond Drive, (Harper, 1946).

柳井道夫訳『大衆説得――マス・コミュニケイションの社会心理学』（桜楓社, 1970年）
- Social Theory and Social Structure: Toward the Codification of Theory and Research, (Free Press, 1949).

森東吾・森好夫・金沢実・中島竜太郎訳『社会理論と社会構造』（みすず書房, 1961年）
- On the Shoulders of Giants: A Shandean Postscript, (Free Press, 1965).
- On Theoretical Sociology: Five Essays, Old and New, (Free Press, 1967).
- Science, Technology & Society in Seventeenth Century England, (Harper & Row, 1970).
- Varieties of Political Expression in Sociology: An American Journal of Sociology Publication, (University of Chicago Press, 1972).
- The Sociology of Science: Theoretical and Empirical Investigations, (University of Chicago Press, 1973).
- Sociological Ambivalence and Other Essays, (Free Press, 1976).
- The Sociology of Science: An Episodic Memoir, (Southern Illinois University Press, 1979).

成定薫訳『科学社会学の歩み――エピソードで綴る回想録』（サイエンス社, 1983年）
- Social Research and the Practicing Professions, (Abt Books, 1982).
- On Social Structure and Science, (University of Chicago Press, 1996).

### 共著
- The Focused Interview: A Manual of Problems and Procedures, with Marjorie Fiske and Patricia L. Kendall, (Free Press, 1956).
- The Freedom to Read: Perspective and Program, with Richard McKeon and Walter Gellhorn, (Bowker, 1957).
- An Introduction to the Study of Society, with Blaine E. Mercer, (Harcourt, Brace, 1958).
- The Travels and Adventures of Serendipity: A Study in Sociological Semantics and the Sociology of Science, with Elinor Barber, (Princeton University Press, 2004).

### 共編著
- Continuities in Social Research: Studies in the Scope and Method of "the American soldier", co-edited with Paul F. Lazarsfelt, (The Free Press, 1950).
- Reader in Bureaucracy, co-edited with Ailsa P. Gray, Barbara Hockey, and Hanan C. Selvin, (Free Press, 1952).
- The Student-Physician: Introductory Studies in the Sociology of Medical Education, co-edited with George G. Reader and Patricia L. Kendall, (Harvard University Press, 1957).
- Sociology Today: Problems and Prospects, co-edited with Leonard Broom and Leonard S. Cottrell, (Basic Books, 1959).
- Contemporary Social Problems: An Introduction to the Sociology of Deviant Behavior and Social Disorganization, co-edited with Robert A. Nisbet, (R. Hart-Davis, 1961).
- The Sociology of Science in Europe, co-edited with Jerry Gaston, (Southern Illinois University Press, 1977).
- Qualitative and Quantitative Social Research: Papers in Honor of Paul F. Lazarsfeld, co-edited with James S. Coleman and Peter H. Rossi, (Free Press, 1979).
- Sociological Traditions from Generation to Generation: Glimpses of the American Experience, co-edited with Matilda White Riley, (Ablex Pub. Corp., 1980).